# Tracy Chevalier
Tracy Chevalier (Washington, 19 ottobre 1962) è una scrittrice statunitense naturalizzata britannica di romanzi storici.

## Biografia
Tracy Chevalier nasce il 19 ottobre 1962 a Washington da Douglas Chevalier (fotografo che ha lavorato al The Washington Post per oltre 30 anni) ed Helen Werner. Helen muore nel 1970, quando la figlia ha otto anni. Tracy ha una sorella maggiore, Kim, e un fratello, Michael.
Nel 1980 si diploma alla Bethesda-Chevy Chase High School di Bethesda, nel Maryland. Dopo aver conseguito il baccalaureato in Inglese all'Oberlin College nel 1984, Tracy si trasferisce in Inghilterra, dove si avvicina al mondo dell'editoria: Lavora prima come assistente editoriale del Dictionary of Art di Macmillan, poi come editor alla St. James Press. Nel 1993 inizia a studiare scrittura creativa, conseguendo un master presso l'Università dell'Anglia Orientale; tra suoi insegnanti figurano i romanzieri Malcolm Bradbury e Rose Tremain. Nel 2013 riceve il dottorato onorario in Belle Arti dall'Oberlin College.
Tracy Chevalier è sposata con il giornalista scientifico Jonathan Drori, col quale ha avuto il figlio Jacob.

## Carriera
Il suo primo romanzo, La vergine azzurra, è stato pubblicato nel Regno Unito nel 1997, ed è stato scelto dalla catena di negozi WHSmith per la loro vetrina di nuovi autori.
Il suo secondo romanzo, La ragazza con l'orecchino di perla, è stato pubblicato nel 1999. L'opera, liberamente basata sul dipinto La ragazza col turbante di Jan Vermeer, è stata tradotta in 38 lingue e ha venduto oltre cinque milioni di copie in tutto il mondo. Nel 2003 è uscito il film La ragazza con l'orecchino di perla, diretto da Peter Webber. L'anno seguente il film ha ricevuto tre candidature ai Premi Oscar, dieci candidature ai BAFTA e due candidature ai Golden Globe.
Nel 2011, Tracy Chevalier ha curato e contribuito a Why Willows Weep, una raccolta di racconti di diciannove autori, la cui vendita ha raccolto fondi per il Woodland Trust, il più grande ente di beneficenza per la conservazione dei boschi del Regno Unito che si occupa della creazione, protezione e restauro del patrimonio boschivo del luogo, per il quale suo marito è stato amministratore.

## Opere

### Romanzi
- La vergine azzurra (The Virgin Blue, 1997)
- La ragazza con l'orecchino di perla (Girl with a Pearl Earring, 1999)
- Quando cadono gli angeli (Falling Angels, 2001)
- La dama e l'unicorno (The Lady and the Unicorn, 2003)
- L'innocenza (Burning Bright, 2007)
- Strane creature (Remarkable Creatures, 2009)
- L'ultima fuggitiva (The Last Runaway, 2013)
- I frutti del vento (At the Edge of the Orchard, 2016)
- Il ragazzo nuovo (New Boy, 2017)
- La ricamatrice di Winchester (A Single Thread, 2019)
- La maestra del vetro (The Glassmaker, 2024)

### Curatele
- Twentieth-Century Children's Writers, 3rd edition, St. James Press, 1989, ISBN 0-91-22-8995-3.
- L'ho sposato, lettore mio. Sulle tracce di Charlotte Brontë, traduzione di Alessandro Zabini, Vicenza, Neri Pozza, 2016, ISBN 978-88-545-1220-7.

## Riconoscimenti
- 2001 - Premio Alex[12]
  - Vittoria per La ragazza con l'orecchino di perla
- 2013 - Ohioana Book Award[13]
  - Vittoria per L'ultima fuggitiva
- 2013 - Barnes and Noble Discover Award[14]
  - Vittoria per L'ultima fuggitiva